# Hlǫðr
Hlǫðr, (Hlöd oder Hlod) war der illegitime Sohn Heidreks, des Königs der Gauten – einem nordgermanischen Stamm aus Götaland im heutigen Schweden – und der Bruder von Agantyr, in der nordischen Mythologie. Hlǫðr tritt in der Hervarar-Saga auf und wahrscheinlich auch als Hlith in Widsith, zusammen mit seinem Vater Heiðrekr (Heathoric), Halbbruder Angantýr (Incgentheow), seiner Schwester, Schildmaid Hervar, und seiner Mutter Sifka (Sifeca). Der zweite Teil der Hervara-Saga wird oft als Hunnenschlachtlied (altnordisch Hlǫðskviða) bezeichnet.

## Handlung imHlǫðskviða
Heiðrekr, der König der Gauten des mythischen Königreiches Reidgotaland, besaß eine Tochter Hervar und die Söhne Angantýr und Hlǫðr. Als Heiðrekr stirbt, trat Angantýr an und weigerte sich, Hlǫðr seinen Erbanteil zu geben. Zwischen den Söhnen bricht ein Kampf um das Erbe des Vaters aus. Hlǫðr zieht mit Hilfe der Hunnen gegen Angantýr. In einer epischen Schlacht zwischen Hlǫðrs Hunnen und Angantýrs Gauten wird Hlǫðr besiegt und erschlagen. Das Schwert Tyrfing spielt in der Schlacht eine zentrale Rolle.

## Kulturgeschichtliche Einordnung
Das Hunnenschlachtlied (altnordisch Hlǫðskviða) gehört thematisch zu den Heldensagas. Die Inhalte gehen bis auf die Zeit der Völkerwanderung zurück. Die Lokalisierung der Handlungsorte des Hunnenschlachtliedes im südosteuropäischen Raum ist umstritten. Nach Reinhard Wenskus etwa handelt es sich im Hlǫðskviða um eine historische Schlacht zwischen einem Stamm von Gotland, den Gauten, und einem Stamm, der im Norden des Hunalands, teils auch der heutigen Niederlande, ansässig war. Das von Hlǫðr angegriffene Árheimar, Königssitz des Angantýr, wird von Reinhard Wenskus als historisch bzw. das niederländische Arnhem angesehen.
Wenskus interpretiert den Erbkrieg im Hlǫðskviða als einen salfränkischen Eroberungszug unter Chlodio, den er mit dem altnordischen Hlǫðr sowohl etymologisch als auch nach der Geographie der Sage als vereinbar ansieht. Über den Raum der Saga enthält eine Handschrift der Hervarar saga auch folgendes Zitat ihres Redaktors: „Er þat sagt, at Reiðgotaland ok Húnaland sé nú þýðskaland kallat.“ Die Bezeichnung þýðskaland ist mit Deutschland übersetzbar.

## Ausgaben und Übersetzungen
- E. Matthias Reifegerste: Die Hervarar saga. Eine kommentierte Übersetzung und Untersuchungen zur Herkunft und Integration ihrer Überlieferungsschichten. 1989, ISBN 3-927153-01-X.
- G. Turville-Peter, Christopher Tolkien (Hrsg.): Hervarar Saga ok Heidreks. Viking Society for Northern Research 1976, ISBN 0-903521-11-3 (englisch).